# Papeter van Essene

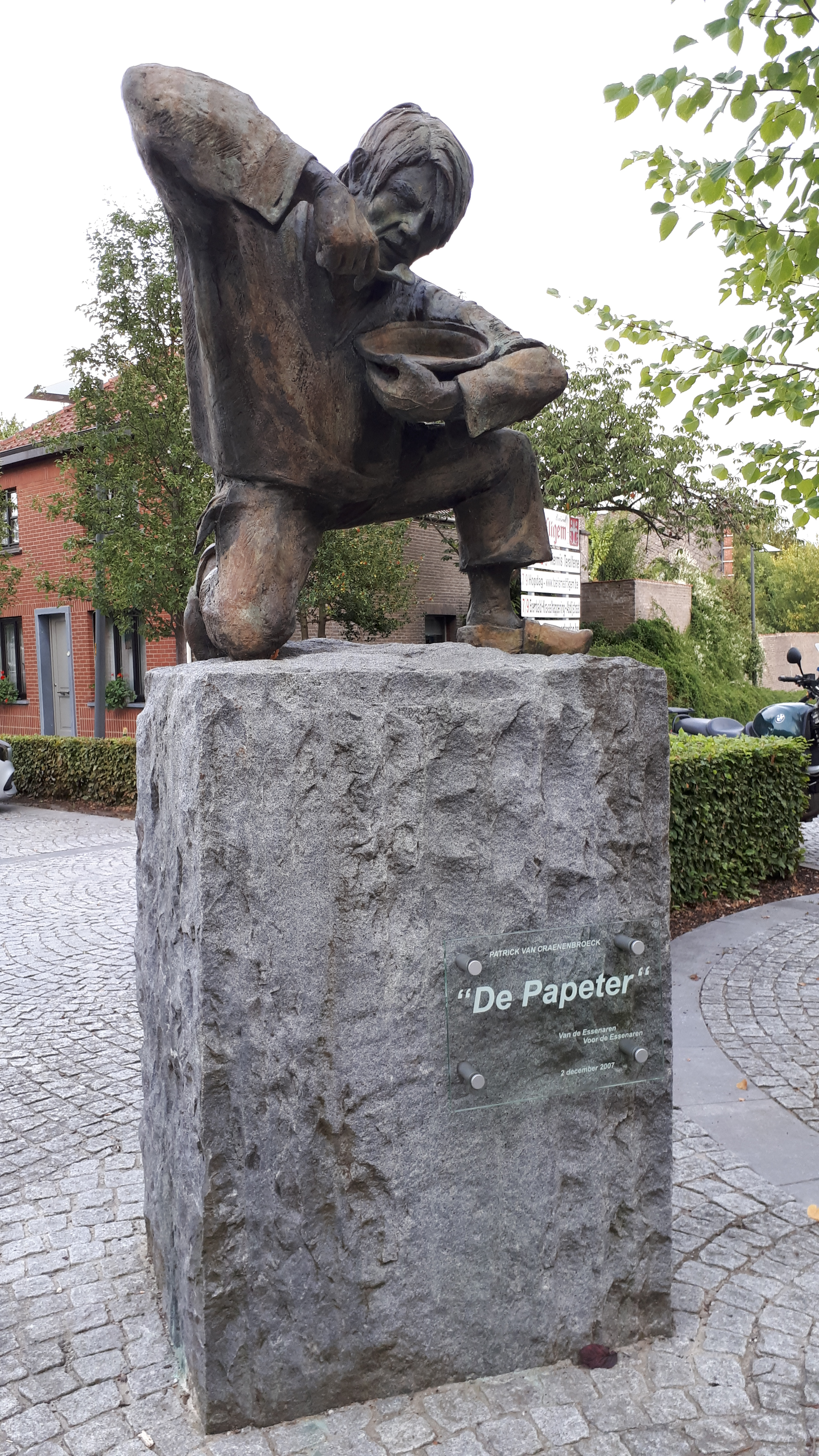
De Papeter van Essene

De Papeter van Essene is een sculptuur in Essene, een deelgemeente van de Belgische gemeente Affligem. Het bronzen beeld is vervaardigd door kunstenaar Patrick Van Craenenbroeck. Een papeter is de historische spotnaam van de Essenaars.
Het beeld werd geschonken door het handelscomité van Essene.